# واتش دوغز: ليجن
واتش دوغز: ليجن (بالإنجليزية: Watch Dogs: Legion)‏ هي لعبة فيديو من نوع أكشن-مغامرات، صدرت في 29 أكتوبر 2020، وهي متوفرة على أجهزة ويندوز وبلاي ستيشن 4 وبلاي ستيشن 5 وإكس بوكس ون وإكس بوكس سيريس إس/ أكس وجوجل ستاديا. اللعبة من تطوير يوبي سوفت تورنتو ونشر يوبي سوفت. تحتوي على ترجمة للقوائم باللغة العربية.

## طريقة اللعب
واتش دوغز: ليجن هي لعبة أكشن ومغامرات تُلعب من منظور شخص ثالث، وتدور أحداثها في بيئة عالم مفتوح في مدينة لندن، والتي يمكن استكشافها إما سيرًا على الأقدام أو من خلال المركبات. تتيح اللعبة خاصية السفر السريع عبر محطات مترو الانفاق المنتشرة حول المدينة. تتكون اللعبة من عدة مهام منها مهام التقدم في القصة الرئيسية، ومهام التحرير التي تهدف إلى تحرير الاحياء المميزة في المدينة، ومهام التوظيف لشخصيات جديدة قابلة للعب. وتقدم اللعبة للاعبين حرية متابعة المهام أو استكشاف المدينة بحثًا عن الأسرار والمقتنيات.

## موجز
هي الجزء الثالث من سلسلة واتش دوغز وتكملة للجزء السابق واتش دوغز 2. تقع أحداث اللعبة في مدينة لندن، ويمتاز هذا الجزء بأنهُ يُمكن للاعب تجنيد أي شخص تقريباً، ويُجندون عن طريق القيام بعدة مهمات يطلبها الشخص، ولكل شخصية مميزات خاصة بها. يمكن للاعب التنقل في المدينة عبر مركبات عديدة. تحتوي اللعبة على طور لعب تعاوني يصل إلى 4 لاعبين. تركز القصة على جهود مجموعة القرصنة «ديدسيك» في مقاومة نظام سلطوي سيطر على مدينة لندن وباقي المملكة المتحدة.

### الفصائل والشخصيات
فصائل
- ديدسيك : هي مجموعة قرصنة سرية ظهرت في جميع أجزاء سلسلة واتش دوغز لديهم وجود عالمي وملايين المتابعين، يسعون إلى كشف الفساد في العالم.
- ألبيون : هي شركة عسكرية خاصة مكلفة بالأمن العام وإنفاذ القانون في لندن. لقد حلت محل دائرة شرطة العاصمة في معظم مهامها. تُعرض أعلام وشعارات ودعاية ألبيون بانتظام في جميع أنحاء لندن.
- سيرز : هي وكالة مخابرات كُلفت بمراقبة لندن في ظل الدولة البوليسية الحالية. لقد قاموا بتوحيد جميع وكالات المخابرات البريطانية تحت رايتهم.
- جماعة كيلي : هي منظمة إجرامية في لندن تشتهر بالاتجار بالبشر وتصنيع المخدرات، يضطر بعض عملاء ديدسيك إلى التعامل مع جماعة كيلي لتجنيد عملاء لهم.[5]

شخصيات
يتم تجنيد الشخصيات الغير قابلة للعب في عالم اللعبة عن طريق التحدث معهم والقيام بمهمة يطلبوها ولكل شخصية مميزات مثلا: عامل البناء لديه تصريح بالدخول لأماكن البناء ويمكنه أستدعاء طائرة الدرون وأسلحته هي مسدس المسامير و مفتاح ربط أو تجنيد محامي مما يؤدي لتقليل فترة سجن الشخصيات المعتقلة والممرض لديه تصريح للدخول إلى المستشفى، وكذلك توجد شخصيات غير مفيدة مثل شخصية تفتعل المشاكل دائما وتجعل الناس تكره منظمة ديدسيك.

## الإصدار
صدرت اللعبة في 29 أكتوبر 2020 على مايكروسوفت ويندوز، بليستيشن 4، إكس بوكس ون، جوجل ستاديا وكلعبة أطلاق على إكس بوكس سيريس إس/ إكس، بلاي ستيشن 5، أمازون لونا.

### المبيعات
باعت واتش دوغز نسخة بلاي ستيشن 4 مايقارب 40.962 نسخة خلال الأسبوع الأول من طرحها بالأسواق في اليابان.